# Asphalt: Urban GT 2
Asphalt: Urban GT 2 est un jeu vidéo de course  édité par Gameloft et développé par le studio interne Gameloft Montréal (N-Gage, Symbian et Windows mobile) et Virtuos (Nintendo DS et PSP),, sorti en 2005 sur Nintendo DS, PlayStation Portable, N-Gage et J2ME.

## Accueil
- Jeuxvideo.com : 14/20 (NG)[3] - 15/20 (DS)[4] - 12/20 (PSP)[5]